# Crimeware
Un crimeware (américanisme) ou logiciel criminel désigne tout logiciel malveillant conçu spécialement pour automatiser les cybercrimes. Il est souvent conçu en ayant recours à ingénierie sociale ou à des techniques de dissimulation. 
Il permet d'effectuer des vols d'identité dans le but d'accéder aux comptes en ligne d'usagers, que ce soit des comptes bancaires ou des comptes de magasins. Une fois l'accès obtenu, des fonds peuvent être retirés des comptes ou ceux-ci peuvent servir à compléter des transactions qui enrichissent le fraudeur qui accède illégalement aux comptes. Un logiciel criminel peut aussi servir à obtenir des informations de nature financières qui seront exploitées ultérieurement. 